# David Jones (football)
Pour les articles homonymes, voir David Jones et Jones.
David Frank Llwyd Jones est un footballeur anglais né le 4 novembre 1984 à Southport évoluant au poste de milieu de terrain.

## Biographie
À l'issue de la saison 2018-2019, il est libéré par Sheffield Wednesday.

## Palmarès
- Wolverhampton Wanderers
  - Championship
    - Vainqueur : 2009
- Burnley FC
  - Championship
    - Vainqueur : 2016